# Aino Sibelius
Aino Sibelius (de soltera Järnefelt; 10 d'agost de 1871 - 8 de juny de 1969) va ser l'esposa del compositor finlandès Jean Sibelius. Van viure la major part dels seus 65 anys de matrimoni a la seva casa a Ainola, prop del llac Tuusula, Järvenpää, Finlàndia. Van tenir sis filles: Eva (1893–1978), Ruth (1894–1976), Kirsti (1898–1900), Katarina (1903–1984), Margareta (1908–1988) i Heidi (1911–1982).

## Biografia

### Infància
Aino Järnefelt va néixer el 1871 a Hèlsinki, a la família estricta i disciplinada del general Alexander Järnefelt i la seva dona Elisabeth (de soltera Clodt von Jürgensburg). Va tenir sis germans grans, entre ells l'escriptor Arvid Järnefelt, el pintor Eero Järnefelt i el compositor i director d'orquestra Armas Järnefelt.
Va ser el seu germà Armas qui va portar el seu amic i company d'estudis, Jean Sibelius, a la casa familiar l'hivern de 1889. En aquell moment, l'escriptor Juhani Aho estava expressant el seu afecte cap a Aino, però no va rebre la resposta que buscava. Al cap d'uns mesos, Aino es va comprometre amb Jean Sibelius, i es van casar amb la benedicció del seu pare a Maxmo el 10 de juny de 1892.

### 1892–1930: Vida matrimonial primerenca
Des del moment del seu compromís, Aino i Jean Sibelius havien parlat sobre la possibilitat d'aconseguir una casa pròpia al país, i ja l'any 1898 havien buscat una casa a prop del llac Tuusula. Quan el ric oncle solter de Jean Sibelius va morir el juliol de 1903, van comprar un terreny d'uns 10.000 m² a Järvenpää prop del llac Tuusula, utilitzant la part de Sibelius de la finca del seu oncle per pagar a l'arquitecte. Lars Sonck va ser escollit per dissenyar la seva casa, que van anomenar Ainola. La família Sibelius s'hi va traslladar a la tardor de 1904, després d'haver agafat en préstec una quantitat important de diners per comprar el terreny i construir la casa.
Els primers anys d'Aino a Järvenpää van ser estressants i difícils, causats en part per les preocupacions financeres i en part per l'estil de vida del seu marit de beure i d'estar de festa. Va intentar aconseguir millorar pressupost familiar creant un hort a partir del terreny pedregós proper a la casa. L'Aino va educar a les seves filles a casa, una tasca que va realitzar amb molt d'èxit, ja que totes van arribar bé quan després van anar a l'escola. Va passar un període l'any 1907 convalescent al sanatori Hyvinkää.
El 1908 el seu marit es va operar de la gola i va aprofitar per deixar l'alcohol durant gairebé set anys, i aquest va ser l'inici dels anys més feliços d'Aino. Margareta va néixer el 1908, després Heidi el 1911 (quan l'Aino ja tenia 40 anys), i tots els nens van créixer a Ainola; l'única vegada que van viure en un altre lloc va ser durant la guerra civil finlandesa el 1918, quan van haver de traslladar-se a Hèlsinki un parell de mesos.

### 1930–1957: Anys de maduresa
A la dècada de 1930, tots els nens havien marxat de casa i Aino va voler traslladar-se a Hèlsinki per estar més a prop dels seus fills. Durant els anys següents van passar un temps en un pis de lloguer a Hèlsinki, però el 1941 es van traslladar a Ainola amb els seus nombrosos néts a causa del risc de bombardeig de la Unió Soviètica. Jean i Aino Sibelius hi van viure la resta dels seus dies, i Aino va continuar dedicant-se al seu marit i a la família, i al seu hort.

### 1957–1969: Vida com a vídua

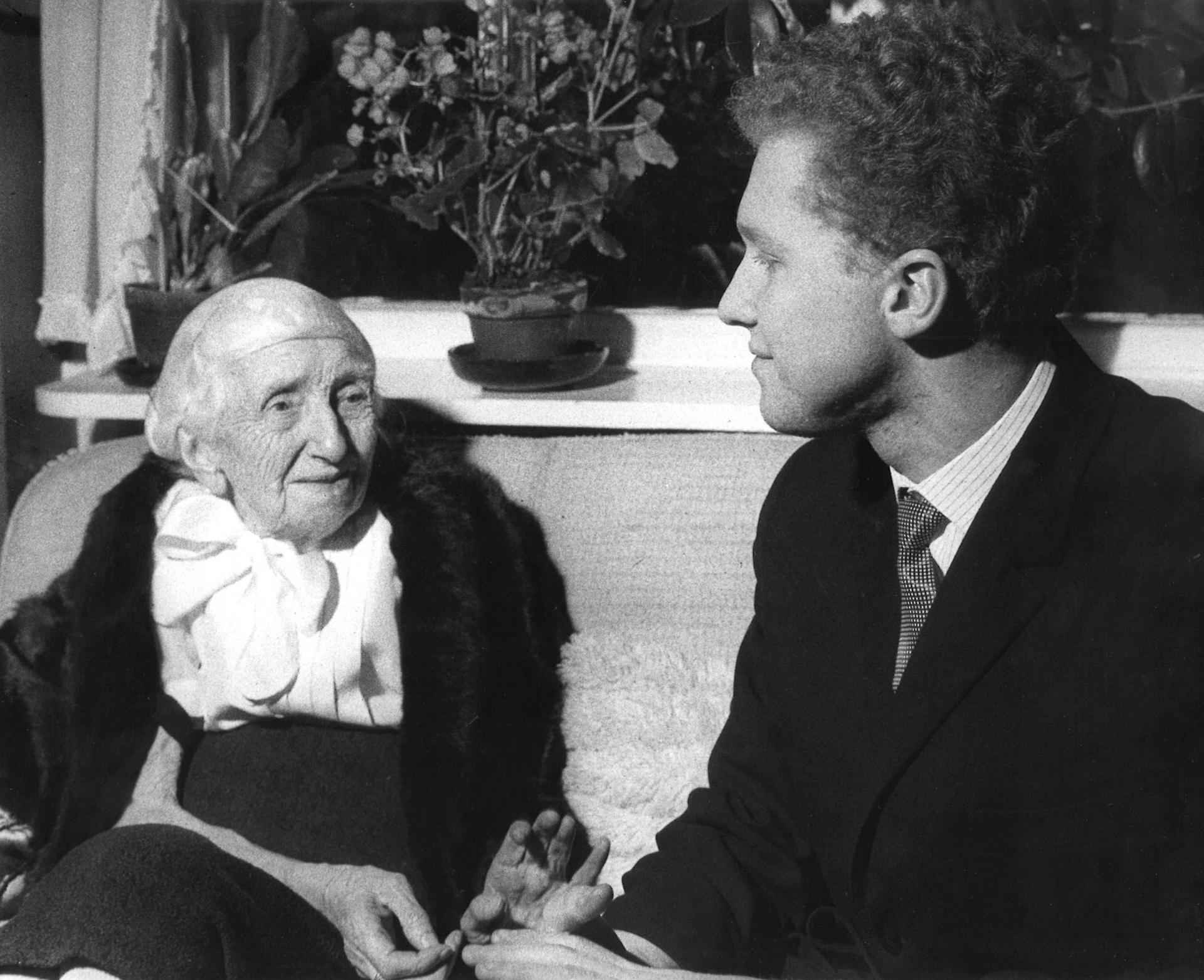
Aino Sibelius amb el violinista rus Oleg Kagan en el 100è aniversari de Jean Sibelius (1965).

Jean Sibelius va morir a Ainola, Järvenpää, el 20 de setembre de 1957 i està enterrat al jardí. Aino va continuar vivint a Ainola després de la seva mort. Va ajudar a Santeri Levas i Erik W. Tawaststjerna a escriure les biografies del seu difunt marit. Va morir a Ainola el 8 de juny de 1969, uns dos mesos abans del seu 98è aniversari, on està enterrada amb el seu marit.
El 1972, les filles de Jean Sibelius, Eva, Ruth, Katarina, Margareta i Heidi, van vendre Ainola a l'Estat finlandès i el 1974 es va obrir al públic com a museu.

## Amb les seves pròpies paraules
Va escriure sobre la seva vida junts:
| « | Estic contenta d'haver pogut viure al seu costat. Sento que no he viscut per res. No dic que sempre hagi estat fàcil –una ha hagut de reprimir i controlar els propis desitjos–, però estic molt contenta. Beneeixo el meu destí i el veig com un regal del cel. Per a mi, la música del meu marit és la paraula de Déu: la seva font és noble i és meravellós viure a prop d'aquesta font. | » |

## Correspondència
La correspondència d'Aino Sibelius ha estat publicada:
- Talas, Suvisirkku. Aino Sibeliuksen kirjeitä Järnefelt-suvun jäsenille (en finnish).  Helsinki, Finland: Suomalaisen Kirjallisuuden Seura, 1999. ISBN 951-717-978-2.
- Sibelius, Jean. Sydämen aamu: Aino Järnefeltin ja Jean Sibeliuksen kihlausajan kirjeitä (en finnish).  Helsinki, Finland: Suomalaisen Kirjallisuuden Seura, 2001. ISBN 951-746-148-8.
- Sibelius, Jean. Tulen synty: Aino ja Jean Sibeliuksen kirjeenvaihtoa 1892–1904 (en finnish).  Helsinki, Finland: Suomalaisen Kirjallisuuden Seura. ISBN 951-746-471-1.